# Szklerócium

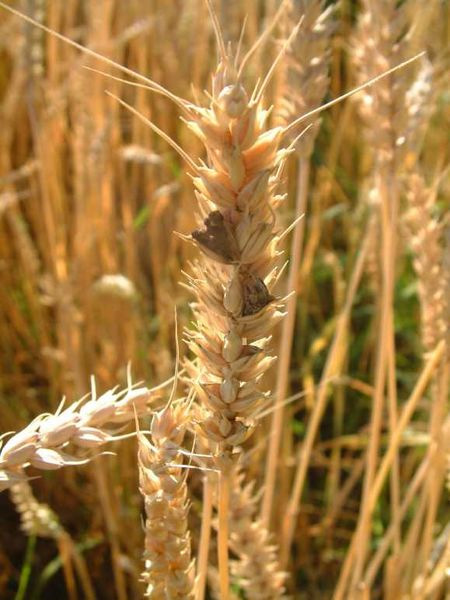
Anyarozs-szklerócium kalászon

A szklerócium egy tömör képződmény, amely egyes gombafajtákra jellemző, egy módosult gombafonalakból álló, megkeményedett micélium, tápanyagraktározási képességgel.

## Szerepe
A szklerócium egyik feladata az időjárási szélsőségek túlélése. Egyes magasabbrendű gombafajtáknál, mint például az anyarozs, a szklerócium leválik, és inaktív állapotban képes átvészelni a telet. A repce kiemelkedő kártevői között is szerepelnek szkleróciumképző gombafajok.
A szklerócium alaktana és kifejlődésének genetikai ellenőrző folyamatai tekintetében hasonlít a gombák termőtestéhez. Ez arra enged következtetni, hogy két homológ képződményről van szó, amelyek valamikor egyazon evolúciós úton haladtak.

## Fordítás
Ez a szócikk részben vagy egészben  a   Sclerotium című angol Wikipédia-szócikk fordításán alapul.  Az eredeti cikk szerkesztőit annak laptörténete sorolja fel. Ez a jelzés csupán a megfogalmazás eredetét és a szerzői jogokat jelzi, nem szolgál a cikkben szereplő információk forrásmegjelöléseként.